# Strada europea E44
La E44 è una strada europea che collega Le Havre a Gießen. Come si evince dalla numerazione, si tratta di una strada intermedia con direzione ovest-est.

## Percorso
La E44 è definita con i seguenti capisaldi di itinerario: "Le Havre - Amiens - Charleville-Mézières - Lussemburgo - Treviri - Coblenza - Gießen".